# Теллур
| 52         | Теллур |
| Te127,60   |        |
| 4d105s25p4 |        |

Теллу́р (химический символ — Te, от лат. Tellurium) — химический элемент 16-й группы (по устаревшей классификации — главной подгруппы шестой группы, VIA), пятого периода периодической системы химических элементов Д. И. Менделеева, с атомным номером 52.
Простое вещество теллур — хрупкий, малотоксичный редкий полуметалл (иногда его также относят к неметаллам) серебристо-белого цвета. Теллур является электронным аналогом кислорода, селена и серы, а также полония. Относится к халькогенам. По химическим свойствам схож с селеном. Теллур гораздо более распространён во Вселенной в целом, чем на Земле. Его чрезвычайная редкость в земной коре, сравнимая с редкостью платины, отчасти объясняется образованием летучего гидрида, из-за которого теллур улетучился в космос в виде газа во время горячей фазы формирования Земли.

## История
Впервые был найден в 1782 году в золотоносных рудах Трансильвании горным инспектором Францем Йозефом Мюллером (впоследствии барон фон Райхенштейн), на территории Австро-Венгрии. В 1798 году Мартин Генрих Клапрот выделил теллур и определил важнейшие его свойства.

## Происхождение названия
От латинского tellus, род. падеж telluris — «Земля» (название предложил Мартин Клапрот).

## Нахождение в природе
Содержание в земной коре 1⋅10−6% по массе. Среди всех неметаллов, имеющих стабильные изотопы, является самым редким в земной коре (содержание астата ещё ниже, но он высокорадиактивный, не имеющий стабильных изотопов, элемент). Известно около 100 минералов теллура. Наиболее часты теллуриды меди, свинца, цинка, серебра и золота. Изоморфная примесь теллура наблюдается во многих сульфидах, однако изоморфизм Te — S выражен хуже, чем в ряду Se — S, и в сульфиды входит ограниченная примесь теллура. Среди минералов теллура особое значение имеют алтаит (PbTe), сильванит (AgAuTe4), калаверит (AuTe2), гессит (Ag2Te), креннерит [(Au, Ag)Te], петцит (Ag3AuTe2), мутманнит [(Ag, Au)Te], монбрейит (Au2Te3), нагиагит ([Pb5Au(Te, Sb)]4S5), тетрадимит (Bi2Te2S). Встречаются кислородные соединения теллура, например, ТеО2 — теллуровая охра.
Самородный теллур встречается  и вместе с селеном и серой (японская теллуристая сера содержит 0,17 % Те и 0,06 % Se).

### Типы месторождений
Большая часть упомянутых минералов развита в низкотемпературных золото-серебряных месторождениях, где они обычно выделяются после основной массы сульфидов совместно с самородным золотом, сульфосолями серебра, свинца, а также с минералами висмута. Несмотря на развитие большого числа теллуровых минералов, главная масса теллура, извлекаемого промышленностью, входит в состав сульфидов других металлов. В частности, теллур в несколько меньшей степени, чем селен, входит в состав халькопирита медно-никелевых месторождений магматического происхождения, а также халькопирита, развитого в медноколчеданных гидротермальных месторождениях. Теллур находится также в составе пирита, халькопирита, молибденита и галенита месторождений порфировых медных руд, полиметаллических месторождений алтайского типа, галенита свинцово-цинковых месторождений, связанных со скарнами, сульфидно-кобальтовых, сурьмяно-ртутных и некоторых других. Содержание теллура в молибдените колеблется в пределах 8—53 г/т, в халькопирите 9—31 г/т, в пирите — до 70 г/т.

## Физические свойства
Теллур — хрупкое серебристо-белое вещество с металлическим блеском. В тонких слоях на просвет красно-коричневый, в пара́х — золотисто-жёлтый. При нагревании приобретает пластичность. Кристаллическая решётка — гексагональная. Коэффициент теплового расширения — 1,68·10−5 K−1. Диамагнетик. Полупроводник с шириной запрещённой зоны 0,34 эВ, тип проводимости — p в нормальных условиях и при повышенной температуре, n — при пониженной температуре (граница перехода от −80 °C до −100 °C в зависимости от чистоты).

### Изотопы
Известны 38 нуклидов и 18 ядерных изомеров теллура с массовыми числами от 105 до 142. Теллур — самый лёгкий элемент, чьи известные изотопы подвержены альфа-распаду (изотопы от 106Te до 110Te). Атомная масса теллура (127,60 г/моль) превышает атомную массу следующего за ним элемента — иода (126,90 г/моль).
В природе встречается восемь изотопов теллура. Шесть из них, 120Te, 122Te, 123Te, 124Te, 125Te и 126Te — стабильны. Остальные два — 128Te и 130Te — радиоактивны, оба они испытывают двойной бета-распад, превращаясь в изотопы ксенона 128Xe и 130Xe, соответственно. Стабильные изотопы составляют лишь 33,3 % от общего количества теллура, встречающегося в природе, что является возможным благодаря чрезвычайно долгим периодам полураспада природных радиоактивных изотопов. Они составляют от 7,9⋅1020 до 2,2⋅1024 лет. Изотоп 128Te имеет самый долгий подтверждённый период полураспада из всех радионуклидов — 2,2⋅1024 лет или 2,2 септиллиона лет, что примерно в 160 триллионов раз больше оценочного возраста Вселенной.

## Химические свойства
В химических соединениях теллур проявляет степени окисления −2; +2; +4; +6. Является аналогом серы и селена, но химически менее активен, чем сера. Растворяется в щелочах, поддается действию азотной и серной кислот, но в разбавленной соляной кислоте растворяется слабо. С водой металлический теллур начинает реагировать при 100 °C.
С кислородом образует соединения TeO, TeO2, TeO3. В виде порошка окисляется на воздухе даже при комнатной температуре, образуя оксид TeO2. При нагреве на воздухе сгорает, образуя TeO2 — прочное соединение, обладающее меньшей летучестью, чем сам теллур. Это свойство используется для очистки теллура от оксидов, которые восстанавливают проточным водородом при температуре 500—600 °C. Диоксид теллура плохо растворим в воде, хорошо — в кислых и щелочных растворах.
В расплавленном состоянии теллур довольно инертен, поэтому в качестве контейнерных материалов при его плавке применяют графит и кварц.
Теллур образует соединение с водородом при нагревании, легко реагирует с галогенами, взаимодействует с серой, фосфором и металлами. При взаимодействии с разбавленной серной кислотой образует сульфит. Образует слабые кислоты: теллурводородную (H2Te), теллуристую (H2TeO3) и теллуровую (H6TeO6), большинство солей которых плохо растворимы в воде.
Растворяется в концентрированной серной кислоте с образованием декаоксотрисульфата(VI) тетрателлура, оксида серы(IV) и воды:
{\displaystyle {\ce {4Te{}+4H2SO4->Te4S3O10{}+SO2\uparrow {}+4H2O}}}

## Получение
Основной источник — шламы электролитического рафинирования меди и свинца. Шламы подвергают обжигу, теллур остаётся в огарке, который промывают соляной кислотой. Из полученного солянокислого раствора теллур выделяют, пропуская через него сернистый газ SO2.
Для разделения селена и теллура добавляют серную кислоту. При этом выпадает диоксид теллура ТеО2, а H2SeO3 остаётся в растворе.
Из оксида ТеО2 теллур восстанавливают углём.
Для очистки теллура от серы и селена используют его способность под действием восстановителя (Al, Zn) в щелочной среде переходить в растворимый дителлурид динатрия Na2Te2:
{\displaystyle {\ce {6 Te + 2 Al + 8 NaOH -> 3 Na2Te2 + 2 Na[Al(OH)4]}}}
Для осаждения теллура через раствор пропускают воздух или кислород:
{\displaystyle {\ce {2 Na2Te2 + 2 H2O + O2 -> 4 Te + 4 NaOH}}}
Для получения теллура особой чистоты его хлорируют:
{\displaystyle {\ce {Te + 2 Cl2 -> TeCl4}}}
Образующийся тетрахлорид очищают дистилляцией или ректификацией. Затем тетрахлорид гидролизуют водой:
{\displaystyle {\ce {TeCl4 + 2 H2O -> TeO2 + 4 HCl,}}}
а образовавшийся ТеО2 восстанавливают водородом:
{\displaystyle {\ce {TeO2 + 2 H2 -> Te + 2 H2O}}}

### Цены
Теллур — редкий элемент, и значительный спрос при малом объёме добычи определяет высокую его цену (около 200—300 USD/кг в зависимости от чистоты), но, несмотря на это, диапазон областей его применения постоянно расширяется.

## Применение
Теллур используется в фундаментальных исследованиях физики элементарных частиц для изучения двойного β-распада при определении массы нейтрино.

### Сплавы
Теллур применяется в производстве сплавов свинца с повышенной пластичностью и прочностью (применяемых, например, при производстве кабелей). При введении 0,05 % теллура потери свинца на растворение под воздействием серной кислоты снижаются в 10 раз, и это используется при производстве свинцово-кислотных аккумуляторов. Также важно то обстоятельство, что легированный теллуром свинец при обработке пластической деформацией не разупрочняется, и это позволяет вести технологию изготовления токоотводов аккумуляторных пластин методом холодной высечки и значительно увеличить срок службы и удельные характеристики аккумулятора.
В составе сплава CZT (теллурид кадмия-цинка, CdZnTe) применяется в производстве детекторов рентгеновского и гамма- излучений, которые работают при комнатной температуре.

### Термоэлектрические материалы

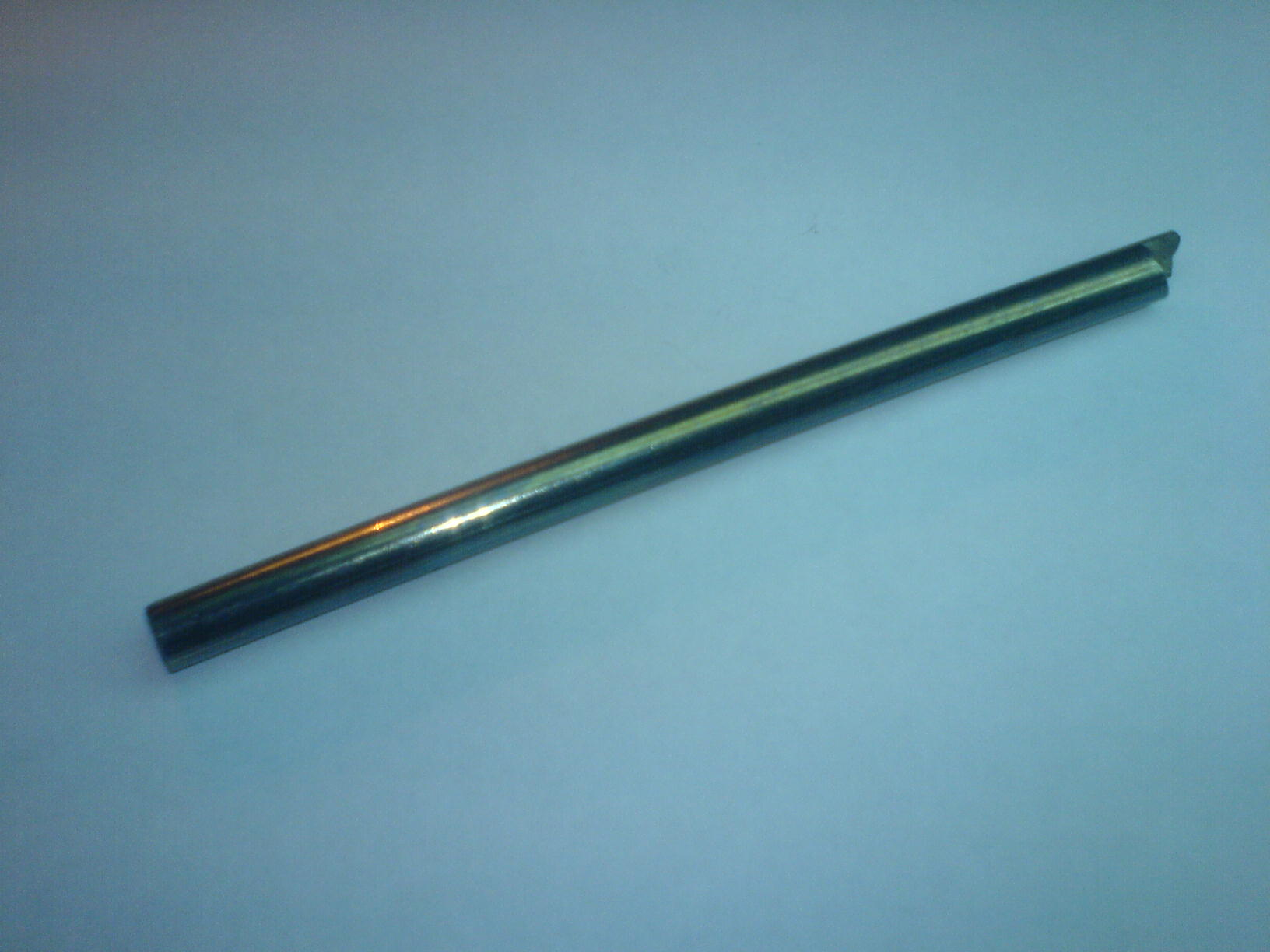
Монокристалл теллурида висмута

Теллур используется в производстве полупроводниковых материалов и, в частности, теллуридов свинца, висмута, сурьмы, цезия. Рассматривается производство теллуридов лантаноидов, их сплавов и сплавов с селенидами металлов для производства термоэлектрогенераторов с весьма высоким (до 72—78 %) КПД, что позволит применить их в энергетике и в автомобильной промышленности.
Так, например, недавно[когда?] обнаружена очень высокая термо-ЭДС в теллуриде марганца (500 мкВ/К) и в его сочетании с селенидами висмута, сурьмы и лантаноидов, что позволяет не только достичь весьма высокого КПД в термогенераторах, но и осуществить уже в одной ступени полупроводникового холодильника охлаждение вплоть до области криогенных (температурный уровень кипения жидкого азота) температур и даже ниже. Лучшим материалом на основе теллура для производства полупроводниковых холодильников в последние годы явился сплав теллура, висмута и цезия, который позволил получить рекордное охлаждение до −237 °C. В то же время, как термоэлектрический материал, перспективен сплав теллур-селен (70 % селена), который имеет коэффициент термо-ЭДС около 1200 мкВ/К.

### Узкозонные полупроводники
Сплавы КРТ (кадмий-ртуть-теллур) одни из наиболее часто используемых материалов для производства фотоприемных устройств (фотонных охлаждаемых) в тепловидении. КРТ является одним из наиболее дорогих материалов в современной электронной промышленности.

### Высокотемпературная сверхпроводимость
В ряде систем, имеющих в своем составе теллур, обнаружено существование фаз, сверхпроводимость в которых не исчезает при температуре несколько выше температуры кипения жидкого азота.

### Производство резины
Отдельной областью применения теллура является его использование в процессе вулканизации каучука.

### Производствохалькогенидных стёкол
Теллур используется при варке специальных марок стекла (где он применяется в виде диоксида), специальные стёкла, легированные редкоземельными металлами, применяются в качестве активных тел оптических квантовых генераторов.
Кроме того, некоторые стёкла на основе теллура являются полупроводниками, это свойство находит применение в электронике.
Специальные сорта теллурового стекла (достоинство таких стёкол — прозрачность, легкоплавкость и электропроводность), применяются в конструировании специальной химической аппаратуры (реакторов).